# Alexander Girschewitsch Geller
Alexander Girschewitsch Geller (russisch Александр Гиршевич Геллер; * 12. November 1931; † 10. März 2014) war ein russischer Schachspieler und -journalist. 

## Leben
Im Jahr 1944 ging Geller in die Schachsektion im Leningrader Pionierpalast, die schon früh zur Talentschmiede der sowjetischen Schachschule wurde. Mit der Leningrader Auswahl (Viktor Kortschnoi, Boris Spasski, Anatoli Lutikow und weitere Spieler) gewann er 1949 die Jugendmeisterschaft der UdSSR in Moskau. 1953 wurde er Erster mit Nauka bei der sowjetischen VCSPS-Meisterschaft in Minsk. 1959 belegte er hinter Spasski den zweiten Platz bei der Stadtmeisterschaft von Leningrad und übererfüllte um einen Punkt seine Meisternorm.
Mit Trud gewann er mehrere Leningrader Spartakiaden. Ebenfalls mit dem Team der Sportvereinigung Trud, dem damals die Schach-Größen wie Michail Botwinnik, Juri Awerbach und Kortschnoi angehörten, holte er sich den zweiten Platz beim Mannschaftspokal der Sportvereinigungen der UdSSR in Moskau 1966. Oft repräsentierte Geller Leningrad bei Freundschaftsspielen, so unterlag er Wladimir Liberson mit 0,5:1,5 1960 und besiegte mit 1,5:0,5 Igor Saizew 1962 in den Matches seiner Stadt gegen Moskau. 1962 holte er ein 1,5:2,5 gegen János Flesch im Match mit Budapest.
Im Fernschach gewann Geller mit der Leningrader Mannschaft die V. Meisterschaft der UdSSR, die in den Jahren 1975–78 stattfand. Dabei zeigte er mit 10,5 Punkten aus 12 Partien das beste Ergebnis am sechsten Brett. Beim III. Baltic Sea-Turnier (1974–78), das Leningrad für sich entscheiden konnte, erzielte er 9,5 Punkte aus 11 Partien am zweiten Brett. Aufgrund seiner guten Leistung im IV. Baltic Sea-Turnier wurde ihm auf dem ICCF-Kongress in Posen 1983 der Titel Internationaler Meister zuerkannt.
Geller war als Patentexperte in den Lomo-Werken und Schachjournalist tätig. Jahrzehntelang berichtete er für Zeitschriften wie 64, Schachmaty v SSSR oder Šahs von aktuellen Schachereignissen in der Sowjetunion. Er wurde zudem als Schiedsrichter eingesetzt und erhielt 1988 den Titel eines Internationalen Schiedsrichters.
Seine beste historische Elo-Zahl 2506 erreichte er im Jahr 1956.